# قرار مجلس الأمن التابع للأمم المتحدة رقم 32
قرار مجلس الأمن التابع للأمم المتحدة رقم 32، المعتمد في 26 أغسطس 1947، أدان استمرار العنف في الثورة الوطنية الإندونيسية وطلب من كلا الجانبين (هولندا والجمهوريين الإندونيسيين) الوفاء بالتزاماتهم بموجب قرار مجلس الأمن رقم 30.
اعتمد القرار بأغلبية عشرة أصوات، مع امتناع المملكة المتحدة عن التصويت.